# 3-Méthylhexane
Le 3-méthylhexane est un hydrocarbure saturé de la famille des alcanes de formule C7H16. Il est un des neuf isomères de l'heptane.

## Propriétés physico-chimiques
Le carbone sur lequel est greffé le groupe méthyle est asymétrique, ce qui en fait une molécule chirale avec 2 énantiomères:
- (R)-3-méthyl hexane, numéro CAS 78918-91-9
- (S)-3-méthyl hexane, numéro CAS 6131-24-4